# Cattleya tigrina
Espèce
Statut CITES
Cattleya tigrina est une espèce d'orchidées originaire du Brésil, de Rio de Janeiro au Rio Grande do Sul.

## Description
Cette espèce forme des pseudobulbes cylindriques portant à leurs sommet 2 (rarement 3) feuilles charnues et coriaces. Ensuite la hampes florale sort entre ces mêmes feuilles et  produit de trois à dix fleurs parfumées de 7 à 11 cm en milieux d'été.

## Répartition géographique
C. tigrina pousse dans la forêt du sud du Brésil, à des altitudes de 0 à 100 mètres.

## Synonymes
- Cattleya guttata subvar. immaculata Rchb.f. (1886)
- Cattleya guttata var. leopardina L.Linden & Rodigas (1885)
- Cattleya guttata var. leopoldii (Verschaff. ex Lem.) Linden & Rchb.f. (1860)
- Cattleya guttata var. purpurea Cogn. (1900)
- Cattleya guttata var. williamsiana Rchb.f. (1884)
- Cattleya leopoldii f. alba (Fowlie)) M.Wolff & O.Gruss (2007)
- Cattleya leopoldii f. caerulea (L.C. Menezes) M.Wolff & O.Gruss (2007)
- Cattleya leopoldii f. immaculata (Rchb.f.) M.Wolff & O.Gruss (2007)
- Cattleya leopoldii var. alba Fowlie) (1964)
- Cattleya leopoldii var. immaculata (Rchb.f.) Fowlie) (1977)
- Cattleya leopoldii var. leopardina (L.Linden & Rodigas) Fowlie) (1964)
- Cattleya leopoldii var. williamsiana (Rchb.f.) Fowlie) (1964)
- Cattleya leopoldii Verschaff. ex Lem. (1854)
- Cattleya sororia Rchb.f. (1888)
- Cattleya tigrina var. caerulea L.C.Menezes (1993)
- Cattleya tigrina var. immaculata (Rchb.f.) Braem (1984)
- Cattleya tigrina var. leopardina L.Linden & Rodigas) Braem (1984)
- Cattleya tigrina var. purpurea (Cogn.) Braem (1984)
- Cattleya tigrina var. williamsiana (Rchb.f.) Braem (1984)
- Epidendrum elatius var. leopoldii (Verschaff. ex Lem. ) Rchb.f.(1862)
- Epidendrum elegans Vell. (1831)

## Variété
- Cattleya tigrina alba.

## Hybrides
- Cattleya × elegans - formule d'hybride : Cattleya purpurata (Lindl. & Paxton) Van den Berg (2008) × Cattleya tigrina A.Rich. (1848).